# Wilhelm II. (Henneberg-Schleusingen)
Wilhelm II. von Henneberg-Schleusingen (* 14. März 1415; † 8. Januar 1444) war regierender Gefürsteter Graf von Henneberg-Schleusingen.

## Leben
Seine Eltern waren Wilhelm I. von Henneberg-Schleusingen (* 31. Juli 1384; † 7. Juli 1426 auf einer Wallfahrt nach Jerusalem auf Zypern) und dessen Ehefrau Anna von Braunschweig-Göttingen (* 1387; † 27. Oktober 1426).
Er war mit Katharina von Hanau (* 25. Januar 1408; † 25. September 1460), verwitwete Gräfin von Rieneck, verheiratet. Sie war die älteste Tochter Reinhards II. von Hanau, der 1429 der erste Graf von Hanau wurde, und dessen Frau Katharina von Nassau-Beilstein. Die Verlobung fand am 17. Mai 1432 statt. Am 15. Juni 1432 verzichtete Katharina auf Rechtsansprüche gegenüber der Grafschaft Rieneck und erhielt dafür ihre Aussteuer in Höhe von 8000 Gulden und seitens ihres Bräutigams eine Morgengabe in Höhe von 16000 Gulden, die mit Amt und Schloss Mainberg bei Schweinfurt abgesichert wurden.
Aus der Ehe mit Katharina gingen hervor: 
- Wilhelm III. (* 12. März 1434; † 26. Mai 1480), verheiratet mit Herzogin Margarethe von Braunschweig-Wolfenbüttel (* 1451; † 13. Februar 1509)
- Margarethe (* 1437; † 1491), Nonne im Kloster Ilm
- Johann III. (* 2. Juli 1439; † 20. Mai 1513), Abt des Klosters Fulda
- Berthold XII. (* 9. Januar 1441), Geistlicher
- Berthold XIV. (* 4. März 1443; † 20. April 1495), Propst in Bamberg
- Margarethe (* 10. Oktober 1444; † zw. 16. Februar 1485 und 3. März 1485), verheiratet mit Graf Günther XX. (XXXVI.) von Schwarzburg-Arnstadt (* 8. Juli 1439; † 30. Dezember 1503 in Rudolstadt)

### Tod
Wilhelm II. starb an den Folgen eines Jagdunfalls, der sich am Abend des Neujahrstages 1444 ereignete: Ein Wildschwein, das er mit dem Schwert zu töten versuchte, verletzte ihn so schwer, dass er wenige Tage darauf starb.
Bei seinem Unfalltod hinterließ Wilhelm II. drei noch unmündige Söhne. Das versuchte sein jüngerer Bruder Heinrich XI. (VIII.) von Henneberg-Schleusingen (* 1422; † 1475) zu nutzen, obwohl er Geistlicher war und auf die Erbfolge deshalb ausdrücklich verzichtet hatte. Nach dem Tod seines Bruders wurde er 1445 weltlich und machte Ansprüche auf die Grafschaft Henneberg gegen seine Neffen – auch in bewaffneten Auseinandersetzungen – geltend. Die Erbansprüche Heinrichs wurde letztlich durch eine Rechtsentscheidung zurückgewiesen, aber ihm wurde die Stadt Kaltennordheim mit dem Schloss Merlinsburg und dem dazugehörigen Amt Kaltennordheim bis zu seinem Tode zugestanden.

## Nachweise
1. ↑  Das Datum des Todestages weicht in den verschiedenen Quellen leicht ab und wird zwischen dem 7. und 9. Januar angegeben

| Personendaten    | Personendaten                          |
| ---------------- | -------------------------------------- |
| NAME             | Wilhelm II.                            |
| ALTERNATIVNAMEN  | Wilhelm II. von Henneberg-Schleusingen |
| KURZBESCHREIBUNG | Graf von Henneberg-Schleusingen        |
| GEBURTSDATUM     | 14. März 1415                          |
| STERBEDATUM      | 8. Januar 1444                         |